# 7701 Зрзави
7701 Зрзави (7701 Zrzavý) — астероїд головного поясу, відкритий 14 жовтня 1990 року.
Тіссеранів параметр щодо Юпітера — 3,328.
Названо на честь чеського художника Яна Зрзави (чеськ. Jan Zrzavý, 1890-1977).